# Vämlinge östra
Vämlinge östra är en bebyggelse vid södra (sydöstra) stranden av Erken i Norrtälje kommun. Vid SCB;s ortsavgränsning 2020 klassades bebyggelsen som en småort.